# Фізеш (Караш-Северін)
Фізеш (рум. Fizeș) — село у повіті Караш-Северін в Румунії. Входить до складу комуни Берзовія.
Село розташоване на відстані 369 км на захід від Бухареста, 24 км на захід від Решиці, 52 км на південний схід від Тімішоари.

## Населення
За даними перепису населення 2002 року у селі проживали 950 осіб.
Національний склад населення села:
| Національність | Кількість осіб | Відсоток |
| -------------- | -------------- | -------- |
| румуни         | 821            | 86,4%    |
| угорці         | 100            | 10,5%    |
| німці          | 16             | 1,7%     |
| словаки        | 5              | 0,5%     |

Рідною мовою назвали:
| Мова      | Кількість осіб | Відсоток |
| --------- | -------------- | -------- |
| румунська | 856            | 90,1%    |
| угорська  | 78             | 8,2%     |
| німецька  | 7              | 0,7%     |